# 菊池英彦
菊池 英彦 （きくち ひでひこ、1884年11月23日 - 1972年11月）は、日本の土木工学者、土木技術者。

## 経歴
士族菊池矢直の長男として、大分県直入郡玉来村（現・竹田市）に生まれる。1904年福岡県立中学修猷館、1907年7月第五高等学校工科を経て、1910年7月東京帝国大学工科大学土木工学科を卒業。
1910年7月、水力発電の起業促進に向け、全国的な河川調査を実施するために設立された、逓信省臨時発電水力調査局の技師となり、その後、1913年12月東京市技師、1916年4月岐阜県土木技師、1917年10月逓信局技師、1919年5月仙台逓信局水力課長などを経て、1923年逓信技師に任ぜられ、1924年逓信局技師を兼任し、1923年8月逓信省電気局水力課および東京逓信局に勤務する。1937年4月退官。
1937年5月球磨川電気取締役兼臨時建設事務所土木部長、1940年5月九州配電理事・建設部長、1942年6月日本発送電建設局土木建設部嘱託、1944年7月台湾電力事務嘱託を歴任。
1946年4月青山学院専門学校教頭兼教授に就任。1949年4月同校が青山学院大学に昇格すると、その工学部教授となる。1950年4月青山学院大学工学部が関東学院大学に譲渡され、関東学院大学工学部となると、その初代工学部長に就任する。1956年3月定年退職後講師となり、1966年3月退職。
1935年6月勅任官、同年8月勲四等瑞宝章、1937年5月正四位に叙せられる。